# Посебан
Посебан је дебитантски албум српске фолк певачице Александре Младеновић, издат 18. децембра 2019. године за Гранд продакшн.

## Списак песам
| №  | Назив                      | Текст                       | Музика                    | Трајање |  |
| 1. | Посебан                    | Милан Милетић (текстописац) | Саша Николић (композитор) | 3:59    |  |
| 2. | Љубав или лудило           | Стеван Симеуновић           | Саша Николић              | 3:15    |  |
| 3. | Само ми судите поштено     | Милан Милетић               | Саша Николић              | 3:34    |  |
| 4. | Нема љубави да није болела | Милан Милетић               | Саша Николић              | 3:19    |  |
| 5. | Сунце моје                 | Милан Милетић               | Саша Николић              | 3:38    |  |
| 6. | Кутија за бол              | Милан Милетић               | Саша Николић              | 3:31    |  |
| 7. | Јача сам од тебе           | Милан Милетић               | Саша Николић              | 2:57    |  |
| 8. | Готова ствар               | Милан Милетић               | Саша Николић              | 3:08    |  |